# Tony Brown (basket-ball, 1979)
Pour les articles ayant des titres homophones, voir Tony Brown et Brown.
Ne doit pas être confondu avec Tony Brown (basket-ball, 1960) ou Tony Brown (basket-ball, 1964).
Tony Brown, né le 15 mars 1979, à Wichita, dans le Kansas, est un joueur de basket-ball américain. Il évolue au poste d'arrière.

## Palmarès
- Coupe de France 2006
- Coupe de Suisse 2010